# شهرستان المجر الکبیر
شهرستان المجر الکبیر (به عربی: قضاء المجر الكبير) یک شهرستان‌های عراق در عراق است که در استان میسان واقع شده‌است.
 شهرستان المجر الکبیر  ۱۱۰,۰۰۰ نفر جمعیت دارد.